# Olga Wiktorowna Sidorowa
Olga Wiktorowna Sidorowa (russisch Ольга Викторовна Сидорова; * 24. März 1988) ist eine russische Naturbahnrodlerin. Sie startet seit der Saison 2005/2006 im Weltcup, wo sie bisher fünfmal unter die schnellsten zehn fuhr.

## Karriere
Olga Sidorowa nahm 2004 erstmals an einer Juniorenweltmeisterschaft teil, blieb dabei aber ohne Ergebnis, weil sie im dritten Wertungslauf nicht mehr an den Start ging. Bei der Junioreneuropameisterschaft 2005 in Kandalakscha erzielte sie den zehnten Platz von 16 Rodlerinnen. Im Januar 2006 bestritt sie ihre ersten beiden Weltcuprennen, wurde in Kindberg und Olang jeweils 14. und kam im Gesamtweltcup der Saison 2005/2006 auf Rang 20. Bei der Juniorenweltmeisterschaft 2006 in Garmisch-Partenkirchen wurde sie Elfte, aber bei der Europameisterschaft 2006 in Umhausen, ihrem ersten Titelkampf in der Allgemeinen Klasse, fuhr sie nur auf Platz 18. In der Saison 2006/2007 nahm Sidorowa bereits an fünf der sechs Weltcuprennen teil, erzielte dabei Platzierungen um Platz 15 und wurde 14. im Gesamtweltcup. Bei der Junioreneuropameisterschaft 2007 in St. Sebastian wurde sie Elfte. 
Im Winter 2007/2008 bestritt Sidorowa keine Weltcuprennen, nahm aber an der Europameisterschaft in Olang, wo sie 13. wurde, und an der Juniorenweltmeisterschaft in Latsch teil, wo sie auf Platz neun kam. Erst am Ende der Saison 2008/2009 war sie in Nowouralsk wieder bei zwei Weltcuprennen am Start und erzielte mit Platz neun im ersten der beiden Rennen ihr erstes Top-10-Ergebnis im Weltcup. In der Saison 2009/2010 nahm sie wieder an fünf von sechs Weltcuprennen teil und erreichte mit Platz sechs im zweiten Rennen von Nowouralsk ihr bisher bestes Weltcupresultat. Mit weiteren zwei Top-10-Ergebnissen wurde sie Elfte im Gesamtweltcup. Bei der Europameisterschaft 2010 in St. Sebastian konnte sie sich mit Platz 14 aber wie schon bei den letzten beiden Europameisterschaften wieder nur in den hinteren Rängen platzieren.
Im Jahr 2011 nahm Sidorowa erstmals an einer Weltmeisterschaft teil. Im österreichischen Umhausen erreichte sie den zehnten Platz. Im Weltcup startete sie in der Saison 2010/2011 in vier der sechs Rennen. Sie erzielte als bestes Resultat einen zehnten Platz in Kindberg und belegte im Gesamtweltcup Rang 14. In der Saison 2011/2012 nahm sie an keinen internationalen Wettkämpfen teil.

## Erfolge

### Weltmeisterschaften
- Umhausen 2011: 10. Einsitzer

### Europameisterschaften
- Umhausen 2006: 18. Einsitzer
- Olang 2008: 13. Einsitzer
- St. Sebastian 2010: 14. Einsitzer

### Juniorenweltmeisterschaften
- Garmisch-Partenkirchen 2006: 12. Einsitzer
- Latsch 2008: 9. Einsitzer

### Junioreneuropameisterschaften
- Kandalakscha 2005: 10. Einsitzer
- St. Sebastian 2007: 11. Einsitzer

### Weltcup
- Dreimal unter den besten 15 im Gesamtweltcup
- Fünf Top-10-Platzierungen in Weltcuprennen